# 상위사자
상위사자(上位使者)는 고구려의 관등이다. 계달사(契達奢)라고도 한다. 고구려 후기의 14관등 가운데 제9위이며 중국의 정6품직에 해당된다.

## 개요
태대사자(太大使者) · 대사자(大使者) · 수위사자(收位使者) · 소사자(小使者)와 함께 부여 계통의 관직인 사자(使者)에서 파생되어 나왔으며, 사자는 원래 족장 아래의 가신으로써의 성격을 지닌 관료였으나, 고구려가 중앙집권적 귀족국가로 전환해가는 과정에서 행정적 관료로 성장하여 각기 그 지위에 따라 여러 사자로 분화, 개편되어나간 것으로 보이고 있다.
『삼국사기』직관지(職官志) 외관(外官) 고구려인위조(高句麗人位條)에는 고구려가 멸망했을 때 신라로 망명한 고구려인(보덕국인)에게 신문왕 6년(686년) 신라의 경관을 수여했을 때 소상(小相, 소사자)과 함께 나마 관등을 받았던 적상(狄相)이 상위사자에 비정되는 것으로 여겨지고 있다.

## 같이 보기
- 고구려의 관직